# サンインロー
サンインロー（Son-in-Law、1911年 - 1941年）は、イギリスのサラブレッドの競走馬、および種牡馬である。第一次世界大戦中のイギリスで競走生活を送った競走馬で、おもに長距離競走路線において活躍した。とくに種牡馬として優れ、1924年などのイギリスリーディングサイアーとなった。

## 経歴
1911年にエイブ・ベイリー卿の牧場で生まれたサラブレッドで、父ダークロナルドの初年度産駒であった。名前は英語で継子を意味するもので、母マザーインロウにちなんでいる。馬体はがっしりとした後脚と尻、筋肉に覆われた肩を持つ一方で、前脚は華奢な雰囲気を持っていた。また、馬体には左後脚の小さなものをのぞいて白斑を持っていなかったことも特徴的であった。
レジナルド・デイ調教師のもとで調教を受け、2歳になった1913年に競走馬としてデビューしたが、初戦は2着に終わり、また翌戦・翌々戦も着外に沈むなど、滑り出しは好調ではなかった。年が明けて3歳始めの2戦でも勝てなかったが、6戦目となるミルデンホールステークス（12ハロン・約2414メートル）では打って変わって8馬身差をつけての初勝利を挙げた。
その後クラシックを目指して出走した競走では敗れ、クラシック路線への参戦は断念されたものの、ロンデスバラプレートやダリンガムプレートといった同距離の競走では勝ち星を手にした。
こういった戦績もあり、レジナルドはサンインローの持つ優れたスタミナに着目し、同馬が長距離競走に向いていると確信、路線変更に活路を見い出した。この取り組みは功を奏し、当時の長距離界の大競走グッドウッドカップ（21ハロン・約4225メートル）や年末のジョッキークラブカップ（18ハロン・約3621メートル）といった競走に優勝するなど、2マイル（16ハロン・約3219メートル）を超える「カップディスタンス」の世界はサンインローとって本領を発揮できる場であることが分かった。
4歳シーズンも長距離路線に出走、調整不足ながらも出走したチェーザレウィッチハンデキャップ（18ハロン）ではレコードタイムを記録し、年末にはジョッキークラブカップを連覇した。しかし、前年より開戦した第一次世界大戦の影響を競馬界も受けており、ヨーロッパにおける長距離競走の頂点であるアスコットゴールドカップ（20ハロン・約4023メートル）も休止されるなど、サンインローはその能力の全盛期にもかかわらず出走の機会を多く得られなかった。5歳時はウォーレンヒルハンデキャップ（16ハロン24ヤード・約3241メートル）を制したが、この1戦のみで競走を終え、引退した。

## 引退後
引退後はニューマーケットのテレースハウスファームで種牡馬となり、ここで現役時代以上の好成績を収めることになる。設定された300ギニーの種付け料は決して安くないものであったが、それに見合うだけの優秀な産駒を次々と出し、1924年と1930年の2年度でイギリスのリーディングサイアーの座に輝いた。
産駒の傾向としては自身の経歴と同じく、長距離路線で活躍した馬が多く出ている。サンインロー自身が出走できなかったアスコットゴールドカップの優勝馬も3頭出し、さらにクラシックの優勝馬も送り出すことに成功した。
サンインローは1941年5月15日に同牧場で没した。30歳で没するまでに出した産駒はいずれも優れ、それらが築き上げた競走勝ち数は全部で650勝に上った。

### おもな産駒とその後継
サンインローの産駒には長距離に適性を見出したものが多く、ステイヤーが流行していたころのヨーロッパ競馬界で大きくもてはやされた。また産駒には種牡馬として成功したものも多く、多くの後継種牡馬たちによってその父系は拡大されていった。
レディジュラー
Lady Juror 1919年生、牝馬、母レディジョセフィーン
種牡馬入り2年目に出した、初期の産駒である。現役時代はジョッキークラブステークスに優勝した。
繁殖牝馬としても顕著な成果を上げた。とくに1932年に産んだフェアトライアルは種牡馬として大成功し、1950年のイギリスリーディングサイアーを獲得した。またほかの産駒も一様に活躍し、ジュライカップ優勝馬ライオット（1929年生・牝馬）などに代表されるようなステークス競走勝ちなどを出している。
おもな牝系子孫にテューダーミンストレルがいる。
ストレートレース
Straitlace 1921年生、牝馬、母ストーレンキス
サンインロー産駒で唯一のイギリスクラシック勝ち馬で、同馬はオークスに優勝した。また、このほかにもコロネーションステークスなどを制している。
引退後はイギリス国内で繁殖牝馬として過ごし、のちにアルゼンチンに輸出されている。
フォックスロウ
Foxlaw 1922年生、牡馬、母アロープ
1927年にアスコットゴールドカップを制し、サンインロー産駒初のゴールドカップ勝ち馬となった。
1935年に骨折がもとで安楽死処分されたため、種牡馬として出した仔の数はあまり多くなかった。しかしその中からフォックスハンター（1929年生・牡馬）とティベリウス（1931年生・牡馬）の2頭のゴールドカップ勝ち馬を出している。
産駒の一頭フォックスブリッジ（1930年生・牡馬）は競走馬として大成しなかったが、種牡馬として送られたニュージーランドで大成功、11シーズンにおよぶ現地のリーディングサイアーを獲得している。
ボスワース
Bosworth 1926年生、牡馬、母シリニッシマ
名牝シリーンの半弟にあたる馬で、1930年のアスコットゴールドカップを制した。
ゴールドカップ勝ち馬の中でもっとも顕著な種牡馬成績を残した馬で、セントレジャーステークス勝ち馬ボスウェル（1933年生・牡馬）や、アイリッシュオークス優勝馬のスパーブ（1936年生・牝馬）、アイリッシュ1000ギニーを制したゲインズワース（1937年・牝馬）などの活躍馬を輩出した。
1932年生の牡馬プラッシーはジョッキークラブステークスを制し、その後種牡馬として成功を収めた。のちにその父系から名種牡馬エルバジェが登場している。
トリンドン
Trimdon 1926年生、牡馬、母トリメストラル
サンインロー産駒で最後のゴールドカップ優勝馬で、同馬は1931年と1932年の同競走を優勝、連覇を飾った。
種牡馬としてもそこそこの成功を手にし、フランスの長距離競走のカドラン賞を4連覇したマルシュアス（1940年生・牡馬）などを出している。
ボーペール
Beau Pere 1927年生、牡馬、母キンナ
母キンナはイギリス牝馬二冠馬という良血の出であった。
競走成績はたいしたものではなく、種牡馬入りしてもたいした注目を集めなかった。しかし輸出された先のニュージーランドで大成功、現地のリーディングサイアーを2度獲得した。のちにオーストラリア・アメリカ合衆国にも送られ、それぞれで成功を収めている。スワップスの母父としても知られる。
ラストムパシャ
Rustom Pasha 1927年生、牡馬、母コス
サンインロー産駒の中でも、おもに中距離路線で活躍した馬の代表例である。現役時代はエクリプスステークスやチャンピオンステークスに優勝している。
引退後はフランスで種牡馬となったが、ほどなくしてアルゼンチンに輸出された。現地でポージャ・デ・ポトリロス（アルゼンチン2000ギニー）優勝馬ブラックアウト（1940年生・牡馬）などを出している。
エピグラム
Epigram 1933年生、牡馬、母フライングサリー
ドンカスターカップ、グッドウッドカップなどに優勝した馬である。のちに種牡馬として、4歳ごろから活躍するようになった遅咲きの大器スーペイ（1948年生・牡馬）を出した。
しかし時代が進むと競馬世界は全体的な距離短縮傾向に向かうようになり、長距離に偏ったサンインローの血統は次第に敬遠され、衰退していった。
日本ではエルバジェを介して伸びたエルバジェ系の種牡馬が導入され、一時はウィナーズサークルやアイネスフウジンといった東京優駿勝ち馬、またバンブーメモリーのような短距離路線で活躍した馬などを出すなど活況を見せたが、現在は世界的な傾向も手伝って、種牡馬としての需要は極めて少ない状態である。

## 評価

### おもな勝鞍
※当時はグループ制未導入
1913年（2歳） 3戦0勝
1914年（3歳） 5勝
ミルデンホールステークス、ロンデスバラプレート、ダリンガムプレート、グッドウッドカップ、ジョッキークラブカップ
1915年（4歳） 2勝
チェーザレウィッチハンデキャップ、ジョッキークラブカップ
1916年（5歳） 1戦1勝
ウォーレンヒルハンデキャップ

### 種牡馬成績
- 1924年・1930年 - イギリスリーディングサイアー

## 血統表
| サンインローの血統（ダークロナルド系 / Blair Athol 4x4=12.50%、 Galopin 4x5=9.38%、 Newminster 5x5=6.25%） | サンインローの血統（ダークロナルド系 / Blair Athol 4x4=12.50%、 Galopin 4x5=9.38%、 Newminster 5x5=6.25%） | サンインローの血統（ダークロナルド系 / Blair Athol 4x4=12.50%、 Galopin 4x5=9.38%、 Newminster 5x5=6.25%） | （血統表の出典）   | （血統表の出典） |
| 父 Dark Ronald 1905 青鹿毛 イギリス                                                                        | 父の父Bay Ronald 1893 鹿毛 イギリス                                                                        | Hampton | Lord Clifden       | Lord Clifden     |
| 父 Dark Ronald 1905 青鹿毛 イギリス                                                                        | 父の父Bay Ronald 1893 鹿毛 イギリス                                                                        | Hampton | Lady Langden       |                  |
| 父 Dark Ronald 1905 青鹿毛 イギリス                                                                        | 父の父Bay Ronald 1893 鹿毛 イギリス                                                                        | Black Duchess                                                                                              | Galliard           | Galliard         |
| 父 Dark Ronald 1905 青鹿毛 イギリス                                                                        | 父の父Bay Ronald 1893 鹿毛 イギリス                                                                        | Black Duchess                                                                                              | Black Corrie       |                  |
| 父 Dark Ronald 1905 青鹿毛 イギリス                                                                        | 父の母Darkie 1889 青毛 イギリス                                                                            | Thurio | Cremorne           | Cremorne         |
| 父 Dark Ronald 1905 青鹿毛 イギリス                                                                        | 父の母Darkie 1889 青毛 イギリス                                                                            | Thurio | Verona             |                  |
| 父 Dark Ronald 1905 青鹿毛 イギリス                                                                        | 父の母Darkie 1889 青毛 イギリス                                                                            | Insignia                                                                                                   | Blair Athol        | Blair Athol      |
| 父 Dark Ronald 1905 青鹿毛 イギリス                                                                        | 父の母Darkie 1889 青毛 イギリス                                                                            | Insignia                                                                                                   | Decoration         |                  |
| 母 Mother in Law 1906 鹿毛 イギリス                                                                        | 母の父Matchmaker 1892 青鹿毛 イギリス                                                                      | Donovan | Galopin            | Galopin          |
| 母 Mother in Law 1906 鹿毛 イギリス                                                                        | 母の父Matchmaker 1892 青鹿毛 イギリス                                                                      | Donovan | Mowerina           |                  |
| 母 Mother in Law 1906 鹿毛 イギリス                                                                        | 母の父Matchmaker 1892 青鹿毛 イギリス                                                                      | Match Girl                                                                                                 | Plebeian           | Plebeian         |
| 母 Mother in Law 1906 鹿毛 イギリス                                                                        | 母の父Matchmaker 1892 青鹿毛 イギリス                                                                      | Match Girl                                                                                                 | Fusee              |                  |
| 母 Mother in Law 1906 鹿毛 イギリス                                                                        | 母の母Be Cannie 1891 栗毛 イギリス                                                                         | Jock of Oran                                                                                               | Blair Athol        | Blair Athol      |
| 母 Mother in Law 1906 鹿毛 イギリス                                                                        | 母の母Be Cannie 1891 栗毛 イギリス                                                                         | Jock of Oran                                                                                               | Tunstall Maid      |                  |
| 母 Mother in Law 1906 鹿毛 イギリス                                                                        | 母の母Be Cannie 1891 栗毛 イギリス                                                                         | Reticence                                                                                                  | Vespasian          | Vespasian        |
| 母 Mother in Law 1906 鹿毛 イギリス                                                                        | 母の母Be Cannie 1891 栗毛 イギリス                                                                         | Reticence                                                                                                  | Seclusion F-No.5-d |                  |